# Amiya Chakravarty
Amiya Chakravarty (bengalisch অমিয় চক্রবর্তী Amiẏa Cakrabartī; * 30. November 1912 in Rangpur oder Bogra; † 6. März 1957 in Bombay) war ein indischer Drehbuchautor, Regisseur und Produzent des Hindi-Films.
Bereits als Kind stand Chakravarty als Sänger und Schauspieler auf der Bühne. In den frühen 1930er Jahren war er politisch aktiv. Er wurde während der Salz-Satyagraha 1930 festgenommen und 1935 zwang man ihn Bengalen zu verlassen.
Wahrscheinlich über eine Beschäftigung als Tutor des Sohnes des Drehbuchautors Niranjan Pal kam er zur Filmgesellschaft Bombay Talkies. 1940 schrieb Chakravarty für Punar Milan sein erstes Drehbuch. Nach dem Tod des Studio-Gründers Himansu Rai beauftragte dessen Witwe Devika Rani ihn, den Film Anjaan (1941) mit ihr und dem männlichen Bombay-Talkies-Star Ashok Kumar zu drehen. Amiya Chakravarty wurde einer der beiden Produktionseinheiten der Filmgesellschaft als Regisseur zugeteilt und blieb der filmischen Tradition von Franz Osten treu. Nach der Abspaltung der anderen Produktionseinheit um den Regisseur Gyan Mukherjee und der Gründung der neuen Gesellschaft Filmistan im Jahr 1942 wurde Chakravarty zum wichtigsten Regisseur bei Bombay Talkies. Mit Basant (1942) und Jwar Bhata (1944) drehte er die Debütfilme von Mumtaz Shanti, Madhubala und Dilip Kumar. Bei Girl’s School (1949) stand ihn Guru Dutt als Regieassistent zur Seite.
In den späten 1940er Jahren verließ Chakravarty Bombay Talkies und gründete unter dem Namen Mars & Movies seine eigene Filmproduktionsgesellschaft. Bei dieser Firma entstanden unter anderem Daag (1952), Patita (1953) sowie Seema (1955). Für sein Drehbuch zu Seema erhielt er einen Filmfare Award.
Amiya Chakravarty starb während der Dreharbeiten zu Kathputli (1957). Der Film wurde von Nitin Bose fertiggestellt.